# Fokker D.XI
El Fokker D.XI fue un caza biplano monoplaza neerlandés de los años 20 del siglo XX, diseñado y construido por Fokker.

## Diseño y desarrollo
El D.XI fue diseñado por Reinhold Platz de Fokker y voló por primera vez el 23 de marzo de 1923. Fue el primer caza diseñado por Fokker tras el inicio de actividades en los Países Bajos. Era un sesquiplano (el ala inferior era más pequeña que la superior) monoplaza con tren de aterrizaje fijo de patín de cola. Debido a problemas financieros, el Gobierno no emitió orden de producción, pero se construyeron 177 unidades para la exportación. Había pequeños cambios en el diseño entre los clientes, pero todos tenían el ala con soportes en V y de un solo vano, y estaban propulsados por un motor de pistón Hispano-Suiza de 224 kW (300 hp). Los dos radiadores del motor estaban montados a los lados del morro.

## Historia operacional
El cliente principal fue la URSS, que operó el avión hasta 1929. El Ejército de los Estados Unidos compró tres aviones para evaluarlos con la designación PW-7 y estaban propulsados por un motor Curtiss D-12 de 328 kW (440 hp), estando el primero dotado de alas recubiertas de contrachapado y soportes en V, mientras que los otros dos tenían las alas recubiertas de tela y soportes en N. 50 aviones ordenados por Alemania para su escuela de vuelo clandestina en la Unión Soviética fueron cancelados, acabando en Rumania.

## Variantes
D.XI
Caza biplano monoplaza, 177 construidos.
PW-7
Designación dada por el USAAS a tres D.XI comprados para su evaluación, con motor Curtiss D-12.

## Operadores
Argentina
- Armada Argentina: 1 ejemplar

 España
- Aeronáutica Militar: 2 ejemplares

 Estados Unidos
- Servicio Aéreo del Ejército de los Estados Unidos: 3 ejemplares

 Rumania
- Real Fuerza Aérea Rumana: 50 ejemplares

 Suiza
- Fuerza Aérea Suiza: 2 ejemplares

 Unión Soviética
- Fuerza Aérea Soviética: 125 ejemplares

## Especificaciones
Referencia datos: The Illustrated Encyclopedia of Aircraft (Part Work 1982-1985), 1985, Orbis Publishing, pages 1874/5

### Características generales
- Tripulación: Uno (piloto)
- Longitud: 7,5 m (24,6 ft)
- Envergadura: 11,7 m (38,3 ft)
- Altura: 3,2 m (10,5 ft)
- Superficie alar: 21,8 m² (234,7 ft²)
- Peso vacío: 865 kg (1906,5 lb)
- Peso cargado: 1250 kg (2755 lb)
- Planta motriz: 1× motor lineal V-8 refrigerado por agua Hispano-Suiza 8Fb.
  - Potencia: 224 kW (309 HP; 305 CV)

### Rendimiento
- Velocidad máxima operativa (Vno): 225 km/h (140 MPH; 121 kt)
- Alcance: 440 km (238 nmi; 273 mi)
- Techo de vuelo: 7000 m (22 966 ft)

### Armamento
- Ametralladoras: 

  - 2 de 7,7 mm fijas de tiro frontal

## Aeronaves relacionadas

### Secuencias de designación
- Secuencia D._ (interna de Fokker (después de 1918)): D.IX - D.X - D.XI - D.XII - D.XIII - D.XIV →
- Secuencia PW-_ (Aviones de Caza (Persecución, refrigerado por Agua) del USAAS, 1919-24): ← PW-4 - PW-5 - PW-6 - PW-7 - PW-8 - PW-9